# Ceroc
Ceroc (a francia "C'est le roc!" kifejezésből, ejtsd: kb. "szerok") a modern jive egyik fajtája. A táncot több országban is tanító, azonos nevű szervezet szerint az igen stílusos társastánc olyan táncok keveréke, mint a jive, salsa, standard, latin, hiphop és a tangó.

## A Ceroc története
A táncot James Cronin alapította (A. J. Cronin író unokája). James francia nagymamájánál Normandiában találkozott a francia Jive stílussal. James egy Rock & Roll klubot vezetett az exeteri egyetemen, majd diploma után fogta a Jive tudományát és Londonba ment. Testvérével és néhány barátjával 1980-ban megszervezte az első Ceroc rendezvényt.
Eleinte nem voltak formális táncórák. A kezdőket úgynevezett taxi táncosok segítették. Ezek a taxi táncosok egyforma öltözetben voltak, lányok bő taftszoknyában, a fiúk fehér farmerban és ingben. A legfrissebb zenéket játszották, többnyire kemény rockot és disco-t (James profi DJ volt)
James és barátai egy 8 fős fellépő csoportot hoztak létre a következő célokkal: terjeszteni a Ceroc igéjét (hogy újra feltámasszák a társastánc elveszett művészetét), hogy "gazdagok és híresek" legyenek, és hogy rengeteget szórakozzanak. A társulat táncosai szinkronizált táncot akartak bemutatni, ezért a mozdulatsoroknak megjegyezhető neveket adtak. Az első így rögzített Ceroc figura a "Gold bug" volt, amit az 1982-es Ceroc Bálon adtak elő Hammersmith Palais-ban.
A Ceroc bál egy jótékonysági rendezvény volt, és a társulat nem állt abban a helyzetben, hogy meg tudjanak fizeti egy külön koreográfust. A bál után az egyik táncos vette fel a koreográfus szerepét és igen kreatív elemeket alkotott. A társulat folytatta a fellépéseit London klubjaiban. A társulat tagjai elindítottak újabb fellépő csoportot és klubot (LeRoc, Cosmopolitan Jive), Sylvia Coleman és James Cronin pedig megalapította a Ceroc Enterprises Ltd.-t.
Amikor a Ceroc és LeRoc társulatok először adtak elő a klubokban Londonban, a szombat esti tömeg úgy nézett rájuk, mint a marslakókra. A diszkóba járók a "törzsi válltáska táncot" járták (a lányok letették a táskát a parkettre és ritmikusan lépegettek körülöttük a barátnőikkel, míg a srácok ittak elég sört, hogy táncolni kezdjenek). Nem emlékeztek a Jive-ra (vagy ha igen, akkor annyi, hogy az az, amit a szüleik csináltak az '50-es években). Bárhova mentek, a társulatok felrázták a közönséget, újra izgalmassá, érdekessé téve a társastáncot. A Ceroc nem úgy nézett ki, mint az '50-es évekbeli Jive - kezdetben Disco-ra táncolták, ezért teljesen más volt a karaktere. Olyan zenék voltak, mint a Punk, New Romantic, Hardrock, Disco, Motown, R'n'B és a Soul.
A már említett Gold bug koreográfiát egyebek közt olyan zenékre táncolták, mint a Beatles 'Eight Days a Week'; Rod Stewart 'Young Turks'; vagy Steve Miller Band 'Abracadabra'. Az ötlet, hogy ilyen zenékre Jive-ot táncoljon valaki, szenzáció volt.
A Ceroc ma a legnagyobb modern Jive szervezet. Sikerének több összetevője van:
A Ceroc gyökerei a Lindyhop/Jitterburg/Jive táncban vannak, amely uralkodó volt számos újjászületésében, ahogy a zenei ízlés változott.
Az alapító víziója: James Cronin egyetlen célja a társastánc népszerűségének visszaállítása volt.
A megfelelő formula: a Ceroc esték megfelelnek az átlagos ember életstílusának. Fiatalok egész éjjel fent vannak, és a klubok nem nyitnak ki este 11 előtt. A dolgozó emberek viszont korán akarnak táncolni és korán távozni. A Ceroc így megteremtette a saját nagy tánc piacát.
Profizmus: a Ceroc megválogatja az oktatóit, eseményeit, zenéjét, és magas követelményeket állít.
A Ceroc az elmúlt 20 évben folyamatosan változott, fejlődött. A '90-es években komoly népszerűségre tett szert a Salsa, ekkor a Ceroc átvette a mozdulatait, és létrejött a "Jive-Salsa fúzió". A Ceroc oktatók folyamatosan új stílust, új mozdulatokat keresnek, amik aztán a tánc szerves részévé válnak. A gyökerekből építkezve egy olyan, folyamatosan változó tánc, aminél lényeges, hogy olyan zenére táncolják az emberek, amilyet hallgatni szeretnének.
Hivatalos Ceroc iskola működik a következő országokban: Nagy-Britannia, Írország, Franciaország, Olaszország, Arab Emirátusok, Oroszország, Kanada, Ausztrália, Hong-Kong, valamint az USA. 
2009. október 20-án Magyarországon is megnyílt a Ceroc tánciskola.
Ezek mellett függetlenként működik Új-Zélandon is. A tánc terjeszkedik, kezdeményezések vannak Németországban és Lengyelországban is.

## Külső hivatkozások
- Ceroc Magyarország